# Capsule (doseringsvorm)

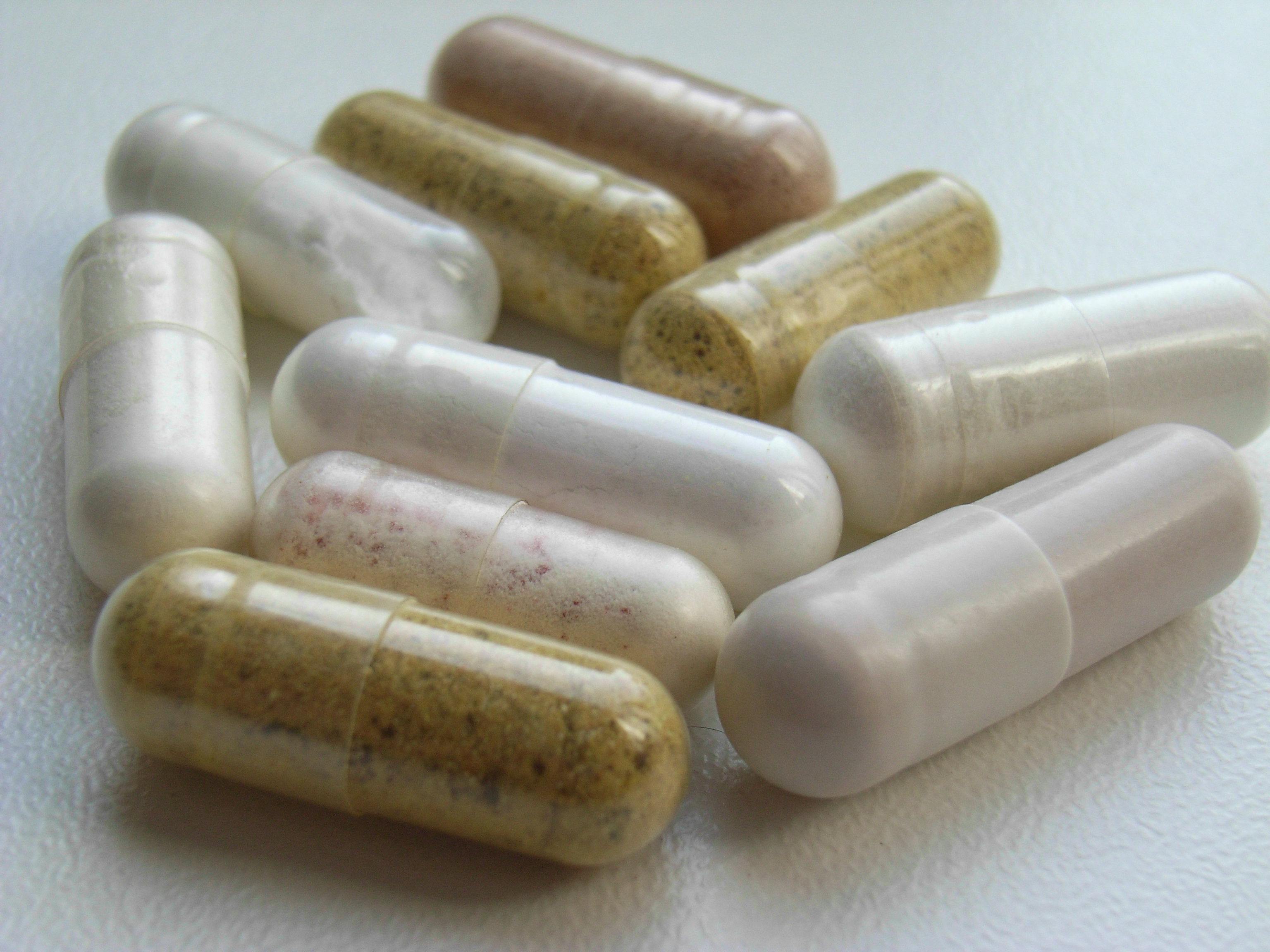
Harde capsules

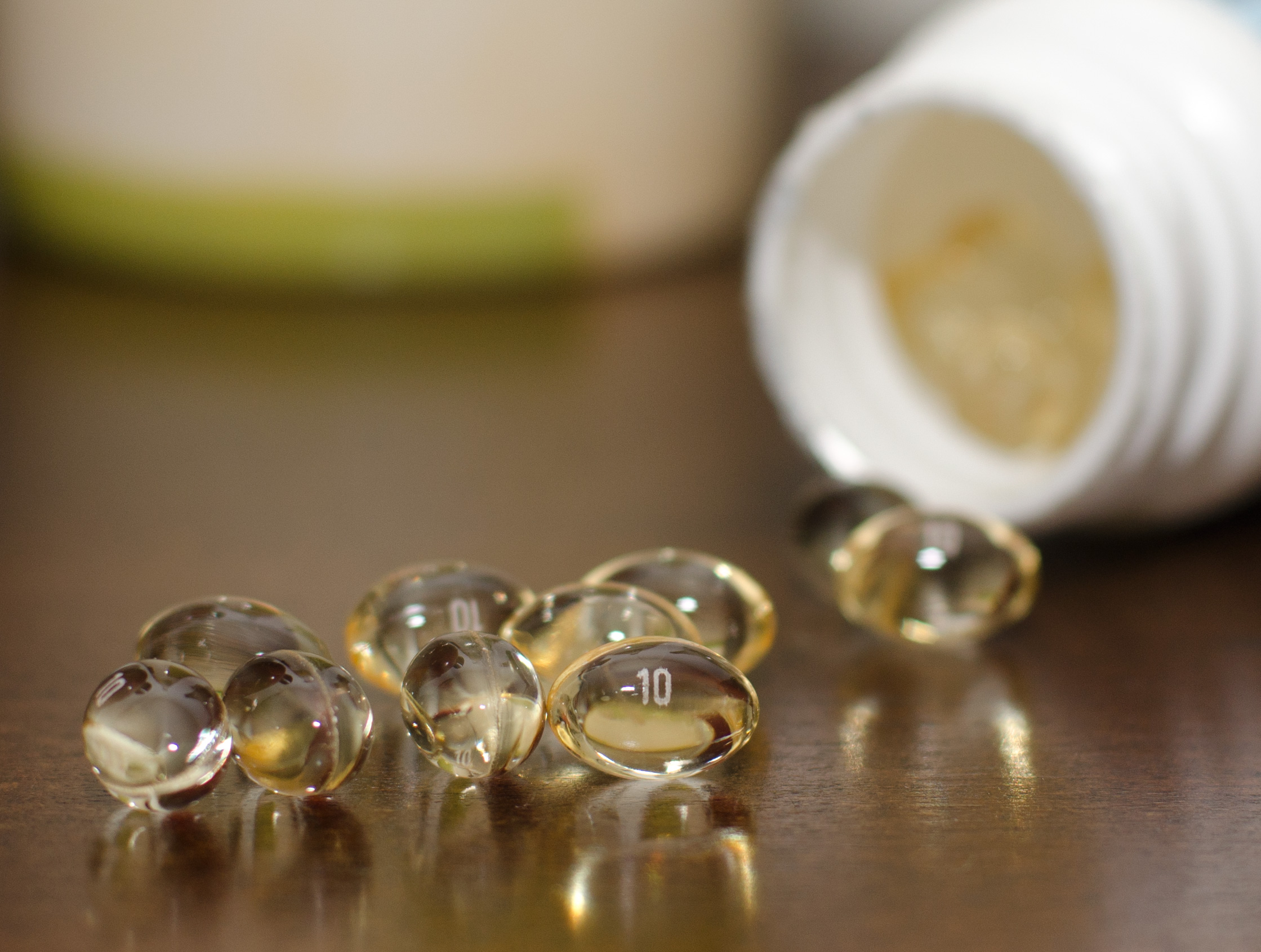
Zachte capsules

Een capsule is een omhulsel, veelal van gelatine, waarin een medicijn of voedingssupplement afgepast is voor gebruik door de patiënt. Er zijn harde en zachte capsules. In de eerste worden veelal poeders afgemeten, in de tweede vooral niet-waterige oplossingen (bijvoorbeeld visolie of vitamine A, D of E in olie). In aanwezigheid van water wordt de gelatine zacht en zo komt de inhoud van de capsule vrij.
In apotheken kunnen harde capsules worden bereid. Zachte capsules vereisen omvangrijke apparatuur en kunnen daardoor alleen door wat grotere producenten van medicijnen of voedingssupplementen gemaakt worden.
Capsules zijn populair, omdat het vullen ervan vrij gemakkelijk is en omdat de meeste patiënten de capsules gemakkelijk kunnen doorslikken. Bij slikproblemen is het vaak mogelijk de capsule te openen en de inhoud op een lepel vla of jam in te nemen. Capsules zijn gemakkelijk te vervoeren en te bewaren (op kamertemperatuur).
Sinds november 2008 kunnen medicijnen onder sturing van een microprocessor uit een harde capsule met gaatjes worden vrijgemaakt in het maag-darmstelsel. Op deze wijze kunnen de medicijnen op een zeer bepaalde plek in het lichaam worden toegepast.